# Rosario del Olmo
Rosario del Olmo Almenta, más conocida como Rosario del Olmo, (Madrid, 1904 - Ibid., 19 de enero de 2000) fue una escritora y periodista española de filiación comunista de las primeras décadas del siglo XX.

## Trayectoria vital y literaria

### Infancia y primeros escritos
Vivió en un hogar humilde en Madrid, junto a sus hermanos Enrique y María Ángeles. Su hermano luchó en el bando republicano y su hermana fue actriz de teatro con la que compartió escenario en los primeros años 20. Ambas actuaron como actrices de reparto en la compañía de Matilde Romero.
Desde 1926, comenzó a trabajar en las revistas La Esfera, Nuevo Mundo y Blanco y Negro. En estas revistas sus trabajos consistían en reportajes de ciudades españolas relacionados con algún acontecimiento cultural. También firmó en el Heraldo de Madrid a partir de 1928, donde escribía sobre sucesos culturales madrileños y relatos de ficción. Estos tienen unas características comunes: el tema no queda precisamente comentado hasta la segunda parte del relato cuando se resuelve el misterio, los desenlaces son inesperados y abruptos, relacionados, en ocasiones, con otros aspectos no tratados. En ellos combina también diálogos y descripciones. En 1931 quiso publicar su primer libro titulado La realidad, pero no lo logró.

### Periodismo y militancia
En 1930 ganó un premio en el periódico La Libertad que le abrió las puertas a publicaciones de tirada nacional y diarios. Comenzó en ellos un tono más social. Cuando en 1931 ganó otro premio, su escritura ya exponía claramente su pensamiento comunista. Durante este periodo escribió sobre todo crónicas sobre la situación en Europa. Conoció a la escritora María Teresa León, con la que participó en el proyecto de la revista Octubre. A lo largo de sus escritos no solo alentaba a los lectores a tomar conciencia de clase sino que escribía para aquellos que pudieran tener influencia en la esfera pública.
El 8 de diciembre de 1933, la periodista entrevistó al poeta Antonio Machado en el café de las Salesas para el periódico La Libertad. La entrevista se publicó el 12 de enero de 1934 con el título: “Deberes del arte en el momento actual”. Fue inmortalizada por el fotógrafo Alfonso Sánchez.

### Guerra Civil
Durante la Guerra civil española, escribió en El Mono Azul, crónica de la Guerra Civil dirigida por María Teresa León y en Mundo Obrero. En El Mono Azul escribieron también María Zambrano y Rosa Chacel entre otros. Sus artículos trataron temas que fueron desde el elogio del pueblo trabajador, la admiración por la Unión Soviética y la exaltación de la juventud combatiente hasta la defensa de la República y de la cultura.
Con motivo del II Congreso Internacional de Escritores para la Defensa de la Cultura que se celebró del 4 al 18 de julio de 1937, la Alianza de Intelectuales Antifascistas decidió editar tres obras, entre ellas La crónica general de la guerra civil en la que participó junto a María Teresa León, Luisa Carnés, Matilde de la Torre y Dolores Ibárruri. Su contribución Mujeres en la lucha, desde la línea de fuego a la retaguardia activa, retrata una serie de mujeres presentes tanto en los hospitales como los frentes de batalla y víctimas de la violencia cotidiana. Aspira a que el lector sienta esa violencia de la guerra. En ese mismo congreso fue delegada española junto a María Teresa León, María Zambrano y Margarita Nelken.
Durante la Guerra Civil, fue jefa de Censura Extranjera de la Oficina de Información y Prensa del Ministerio de Estado. Desde dicha oficina avaló el trabajo de reporteros como George Kessel, Manel Guillorit y Juliette Halmans.

### Posguerra
Tras el final de la Guerra Civil fue relacionada con la Alianza de Intelectuales Antifascistas y se le hizo responsable junto a María Teresa León de la incautación de un piso en el número 2 de la calle Francisco de Rojas. Detenida fue interrogada y tras permanecer en la cárcel de Ventas tres años, en junio de 1941 fue condenada a 12 años y un día por auxilio a la rebelión.
En la cárcel de Ventas estaba en contacto con otras presas políticas, Matilde Landa entre ellas.
Falleció en Madrid el 19 de enero del 2000.